# 八薙玉造
八薙玉造（日语：／ Yanagi Tamazō，1979年—），日本小說家、編劇。本名：。

## 來歷
1979年，八薙玉造出生於大阪。
他畢業於大阪藝術大學。以《鐵球公主艾蜜莉》獲得第6屆（2006年）Super Dash小說新人獎大獎，從〈Super Dash文庫〉（集英社）出道。
他曾為電視動畫影集《Hand Shakers》、《W'z》撰寫劇本。
現擔任大阪藝術大學文學系特任副教授。

## 作品列表

### 原創小說

#### 鐵球公主艾蜜莉
1. 鐵球公主艾蜜莉（日语：鉄球姫エミリー）（2007年9月，〈Super Dash文庫〉，插圖：瀨之本久史）
2. 修道女艾蜜莉（2007年12月，〈Super Dash文庫〉，插圖：瀨之本久史）
3. 花園的艾蜜莉（2008年6月，〈Super Dash文庫〉，插圖：瀨之本久史）
4. 戰場的艾蜜莉（2008年7月，〈Super Dash文庫〉，插圖：瀨之本久史）
5. 鉄球王艾蜜莉（2009年5月，〈Super Dash文庫〉，插圖：瀨之本久史）

#### 神劍葵
1. 神劍葵（2009年11月，〈Super Dash文庫〉，插圖：植田亮（日语：植田亮））
2. 青梅竹馬與黑貓女僕（2010年4月，〈Super Dash文庫〉，插圖：植田亮）
3. 過去與未來，刀劍相交（2010年9月，〈Super Dash文庫〉，插圖：植田亮）

#### 
1. （2011年6月，〈Super Dash文庫〉，插圖：ponkan⑧）
2. （2011年12月，〈Super Dash文庫〉，插圖：ponkan⑧）
3. （2012年8月，〈Super Dash文庫〉，插圖：ponkan⑧）
4. （2013年2月，〈Super Dash文庫〉，插圖：ponkan⑧）
5. （2014年10月，〈Super Dash文庫〉，插圖：ponkan⑧）

#### 我的復仇將打倒所有女主角！
1. （2013年12月，〈Super Dash文庫〉，插圖：雛）
2. （2014年4月，〈Super Dash文庫〉，插圖：雛）
3. （2014年9月，〈Super Dash文庫〉，插圖：雛）

#### 
1. （2014年6月，〈角川Sneaker文庫〉）
2. （2014年10月，〈角川Sneaker文庫〉）

1. （2014年6月，〈MF文庫J〉，插圖：中島艷爾）
2. （2014年9月，〈MF文庫J〉，插圖：中島艷爾）
3. （2014年12月，〈MF文庫J〉，插圖：中島艷爾）

#### 其它作品
- （2015年11月，〈DASH X文庫（日语：ダッシュエックス文庫）〉，插圖：橘由宇）
- （2017年4月，〈DASH X文庫〉，插圖：赤井寺）
- （2018年2月，〈MF文庫J〉）
- （2019年3月，〈DASH X文庫〉，插圖：bun150）[4]

### 原作小說化作品

#### 新妹魔王的契約者
- 新妹魔王的契約者 LIGHT！（2015年10月，〈角川Sneaker文庫〉原作：上栖綴人，人物設定：大熊貓介（日语：大熊猫介））
- 新妹魔王的契約者 SWEET！（2016年8月，〈角川Sneaker文庫〉，原作：上栖綴人，插圖：大熊貓介）

#### Hand Shakers
- Hand Shakers（2017年1月，〈MF文庫J〉，原案：GoHands，原作：GoHands×Frontier Works×KADOKAWA，插圖：內田孝行（GoHands））
- Hand Shakers 2（2017年4月，〈MF文庫J〉，原案：GoHands，原作：GoHands×Frontier Works×KADOKAWA，插圖：內田孝行（GoHands））

#### MOMENTARY LILY 剎那之花
- 小說 MOMENTARY LILY 剎那之花 1 ～Precious Interludes～（2025年1月，〈武士道小說〉，原作：GoHands×松竹，插圖：syuri22）

### 動畫
2017年
- Hand Shakers（編劇）

2019年
- W'z（日语：W'z《ウィズ》）（編劇）

2021年
- Praeter之傷（編劇[5]）

2023年
- 能幹貓今天也憂鬱（編劇）
- 我喜歡的女孩忘記戴眼鏡（編劇）

2025年
- MOMENTARY LILY 剎那之花（編劇[6]）

## 相關項目
- 日本小說家列表（日语：日本の小説家一覧）
- 奇幻作家列表（日语：ファンタジー作家一覧）
- 輕小說作家列表（日语：ライトノベル作家一覧）

## 外部連結
- （日語）—八薙玉造的官方個人部落格。
- 八薙玉造的X（前Twitter） （日語）
- 八薙玉造 （日語）—成為小說家吧
- 八薙玉造 （日語）—KAKUYOMU